# Kudrjaschevia grubovii
Kudrjaschevia grubovii là một loài thực vật có hoa trong họ Hoa môi. Loài này được Kochk. mô tả khoa học đầu tiên năm 1986.